# Mercedes-Benz M156 двигун
| M156                           | M156                                 |
| ------------------------------ | ------------------------------------ |
|                                |                                      |
| Виробник:                      | Mercedes-AMG                         |
| Марка:                         | M156                                 |
| Тип:                           | 90° V8                               |
| Робочий об'єм:                 | 6.2 л - (6,208 куб.см) см3           |
| Максимальна потужність:        | 451–622 к.с. к.с. (336–464 кВт кВт ) |
| Максимальний обертовий момент: | 630–650 Н⋅м (465–479 lb⋅ft) Н·м      |
| Циліндрів:                     | 8                                    |
| Клапанів:                      | 32                                   |
| Хід поршня:                    | 94.6 мм (3.72 дюйма) мм              |
| Діаметр циліндра:              | 102.2 мм (4.02 дюйма) мм             |
| Ступінь стиску:                | 11.3:1                               |
| Система живлення:              | Пряме впорскування                   |
| Охолодження:                   | Рідинне охолодження                  |
| Газорозподільний механізм:     | SOHC, 4 клапана на циліндр           |
| Матеріал блоку циліндрів:      | Алюмінієві сплави                    |
| Матеріал ГБЦ:                  | Алюмінієві сплави                    |
| Тактність (число тактів):      | 4                                    |
| Червона зона:                  | 7,250-8,000 об/хв                    |
| Рекомендоване паливо:          | Бензин                               |

M156 — це перший автомобільний двигун V8, розроблений автономно дочірньою компанією Mercedes-Benz Mercedes-AMG, оскільки попередні двигуни AMG завжди базувалися на оригінальних двигунах Mercedes. Двигун був розроблений як атмосферний гоночний агрегат, а також використовується в ряді високопродуктивних моделей Mercedes-Benz під маркою AMG.

## М156
M156 має об'єм 6208 куб.см (6,2 л; 378,8 куб. дюймів) і дуже мало схожий з іншими сімействами двигунів Mercedes-Benz, такими як M155. Відстань між отворами, дизайн блоку та інші особливості є унікальними для двигуна AMG.
Хоча об'єм двигуна 6.2 літрів, він продається як "6.3" на честь знаменитого Mercedes 6.3 Двигун L M100, його перший серійний V8.
В двигуні використаний діаметр циліндра і хід поршня 102,2 мм × 94,6 мм (4,02 дюйм × 3,72 дюйм). Коли був представлений у CLK63 AMG 2007 року, потужність становила 475 к. с. (482 PS; 354 кВт) при 6800 об/хв та 630 Н⋅м (465 фунт⋅фут) крутного моменту при 5200 об/хв. Для 2007 CLS63 і E63 потужність становила 507 к. с. (514 PS; 378 кВт) при 6800 об/хв з 630 Н⋅м (465 фунт⋅фут) крутного моменту при 5200 об/хв. У ML63 2007 року було 503 к.с. (510 PS; 375 кВт), а C63 2008 року мав 451 к.с. (457 к.с.; 336 кВт). Останній C63 2015 року мав 500 к. с. (507 PS; 373 кВт).
Застосування:
- 2006-2011 E 63 AMG
- 2006-2011 ML 63 AMG
- 2006 R 63 AMG
- 2006-2011 S 63 AMG
- 2006-2011 CL 63 AMG
- 2006-2010 CLK 63 AMG
- 2006-2010 CLS 63 AMG
- 2008-2015 C 63 AMG
- 2008-2011 SL 63 AMG
- 2013 Lucra LC470 R

### Позов М156
У 2011 році колективний позов був поданий до окружного суду США в Нью-Джерсі проти Daimler AG, Mercedes-Benz, Mercedes-AMG за передбачувані дефекти двигуна M156, що міститься в автомобілях AMG, виготовлених у 2007–2011 модельних роках, що призвело до передчасного зносу. Позивач стверджував, що передчасному зносу сприяла комбінація розподільних валів із чавуну з шаровидним графітом і кулачків клапанів зі сталі 9310, але відповідачі знали про дефект з 2007 року.
Судовий процес тривав приблизно 14 місяців. У листопаді 2012 року судовий розгляд припинився, коли окружний суд Нью-Джерсі відхилив першу змінену скаргу позивачів через відсутність правоздатності. Позивачі отримали можливість додатково змінити свою скаргу, щоб показати, що вони мають право подати позов, але позивачі більше не подали заяв до Суду. 7 січня 2013 року суд підписав ухвалу про закриття справи.

## Поширені проблеми M156
Деякі з основних проблем, які існують у всіх моделях M156, полягають у несправності вентиляційного клапана. Найбільш поширеною проблемою з вентиляційним клапаном є те, що діафрагма на клапані з часом псується. Інша проблема з вентиляційним клапаном полягає в тому, що шланг від картера до клапана також псується і починає тріскатися. Ці проблеми можуть спричинити надмірне спалювання масла, рясний дим із вихлопних труб і осічки запалювання. Іншими поширеними проблемами є передчасний знос підйомників двигуна та розподільних валів, а також регуляторів розподільних валів. Загальною ознакою цього є цокаючий звук під час запуску холодного автомобіля. Інші поширені проблеми включають несправність впускного колектора, проблеми з болтами головки в моделях 2007-2011 років і шківи приводного ременя.

## М159
M159 — це версія, яка використовується в Mercedes-Benz SLS AMG і поточному гоночному автомобілі AMG GT3. Порівняно зі стандартним двигуном AMG, двигун SLS включає абсолютно нову систему впуску, перероблені клапанний механізм і розподільні вали, використання оптимізованих по потоку трубчастих сталевих колекторів і зниження дроселя у вихлопній системі. У двигуні також використовується система змащування з сухим картером для зниження центру ваги автомобіля.
| Код двигуна | Років          | Вихідна потужність                         | Крутний момент                        | Червона зона |
| ----------- | -------------- | ------------------------------------------ | ------------------------------------- | ------------ |
| М159        | 2010-2012 роки | 571 PS (420 кВт; 563 к. с.) при 6800 об/хв | 650 Н⋅м (479 фунт⋅фут) при 4750 об/хв | 7250 об/хв   |
| М159        | 2013-2015 роки | 591 PS (435 кВт; 583 к. с.) при 6800 об/хв | 650 Н⋅м (479 фунт⋅фут) при 4750 об/хв | 7250 об/хв   |
| М159        | 2013-2014 роки | 631 PS (464 кВт; 622 к. с.) при 7400 об/хв | 635 Н⋅м (468 фунт⋅фут) при 5000 об/хв | 8000 об/хв   |

### Загальний
- New AMG 6.3 Liter V8 Engine -In Detail. GermanCarFans. Процитовано 16 січня 2006.